# Donte Brangman
Donte Brangman (26 giugno 1994) è un calciatore britannico, difensore del Southampton Rangers e della Nazionale bermudiana.

## Caratteristiche tecniche
È un terzino sinistro.

## Carriera

### Club
Ha cominciato a giocare nell'East Tennessee State Buccaneers. Nel 2015 è passato al Robin Hood. Nel 2017 è stato acquistato dal Southampton Rangers.

### Nazionale
Ha debuttato in nazionale il 6 marzo 2015, nell'amichevole Bermuda-Grenada (2-2). Ha messo a segno la sua prima rete con la maglia della nazionale il 7 giugno 2019, nell'amichevole Bermuda-Guyana (1-0), siglando la rete decisiva al minuto 37. Ha partecipato, con la nazionale, alla CONCACAF Gold Cup 2019.